# En förtjusande man
En förtjusande man (originaltitel: This charming man) är en roman från 2008 skriven av Marian Keyes.

## Handling
Paddy de Coursy, en man med charm, pengar och makt, ska gifta sig. Boken följer fyra kvinnor och deras reaktioner på nyheten.
Lola är en ung modestylist som varit Paddys flickvän tills hon får höra att han ska gifta sig med någon annan. Bestört flyr hon till en väninnas fritidshus på den irländska västkusten för att slicka sina sår.
Grace är en styvnackad journalist som förväntas skriva storyn om Paddy och hans underbara nya fästmö, men hennes egen relation till Paddy sätter käppar i hjulet. 
Marnie är Graces tvillingsyster och hade som tonåring ett förhållande med Paddy de Coursy. Trots att hon nu tycks ha allt, man, två döttrar och pengar i överflöd börjar även hennes vardag knaka i fogarna. 
Alicia är den lyckliga fästmön som skattar sig själv lycklig då hon äntligen fått det hon alltid velat ha - Paddy de Corusy.

## Tema
Trots att boken innehåller mycket humor och klassisk vardagsdramatik handlar den även till stor del om kvinnors självbild och vad som av problem med denna kan följa - förtryck, depression och alkoholism.